# Lorenzo Alocén
Lorenzo Alocén Castan (Saragozza, 4 novembre 1937 – Barcellona, 18 gennaio 2022) è stato un cestista spagnolo.

## Carriera
Con la Spagna disputò i Giochi olimpici di Città del Messico 1968 e due edizioni dei Campionati europei (1961, 1969).

## Palmarès
- Campionato spagnolo: 2

Real Madrid: 1961-62, 1962-63
- Copa del Rey: 2

Real Madrid: 1962
Picadero J.C.: 1968